# Integritätsinteresse
Das Integritätsinteresse ist ein Rechtsbegriff aus der deutschen Rechtswissenschaft. Als Integritätsinteresse bezeichnet man das Interesse eines Geschädigten daran, dass sein konkretes Vermögen, so wie es sich zusammensetzt, unversehrt bleibt. 
Hat der Geschädigte lediglich ein Interesse an der Erhaltung seines Vermögens dem Werte nach (Erhaltungsinteresse in der Summe), spricht das Schadensrecht vom sogenannten Wertinteresse. Beide Begriffe spielen in der Schadensabwicklung (Totalrestitution) eine Rolle.
Nach § 241 Abs. 2 BGB hat jeder Vertragspartner Rücksicht auf die Rechtsgüter des anderen zu nehmen. Aus dem Pflichtenkreis des zugrunde liegenden Schuldverhältnisses sind dabei die nicht leistungsbezogenen Nebenpflichten eines Vertrages betroffen, wie Obhuts-, Schutzpflichten und die allgemeine Rücksichtnahme. Wird schuldhaft ein Schaden verursacht, so hat der Schädiger diesen in Höhe des Integritätsinteresses, gegebenenfalls in Höhe des Wertinteresses zu ersetzen. Der Ersatz des Integritätsinteresses wird über die Naturalrestitution im Sinne der §§ 249 Absatz 1 und 2 BGB erfasst, gegebenenfalls auch über § 250 BGB. Wertinteressensersatz äußert sich in Geldersatzforderungen im Sinne des § 251 BGB.  
Gegenstück zum Integritätsinteresse ist das Äquivalenzinteresse, das die Leistungspflichten (Haupt- wie Nebenpflichten) aus einem Schuldverhältnis betrachtet. Hier wird auch vom Leistungsinteresse gesprochen.